# کلیمنوس
کلیمنوس (به لاتین: Kalymnos) یک جزیره در یونان است که در شهرداری کلیمنوس واقع شده‌است.

## خواهرخوانده
شهر لاکاتامیا خواهرخواندهٔ کلیمنوس هست.

## نگارخانه

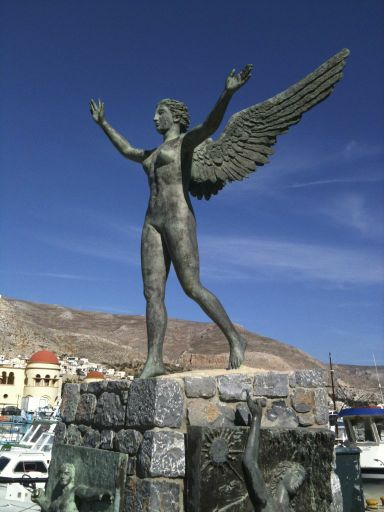
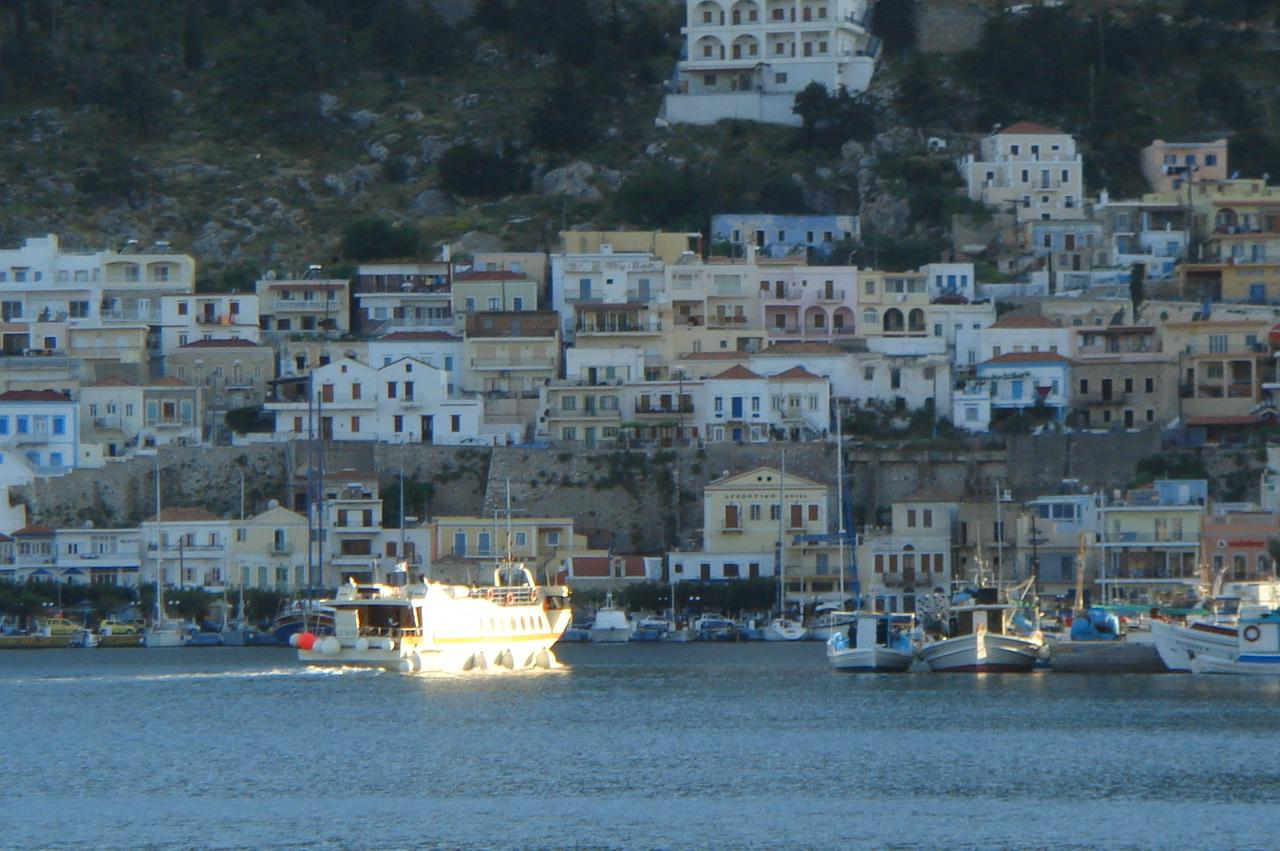
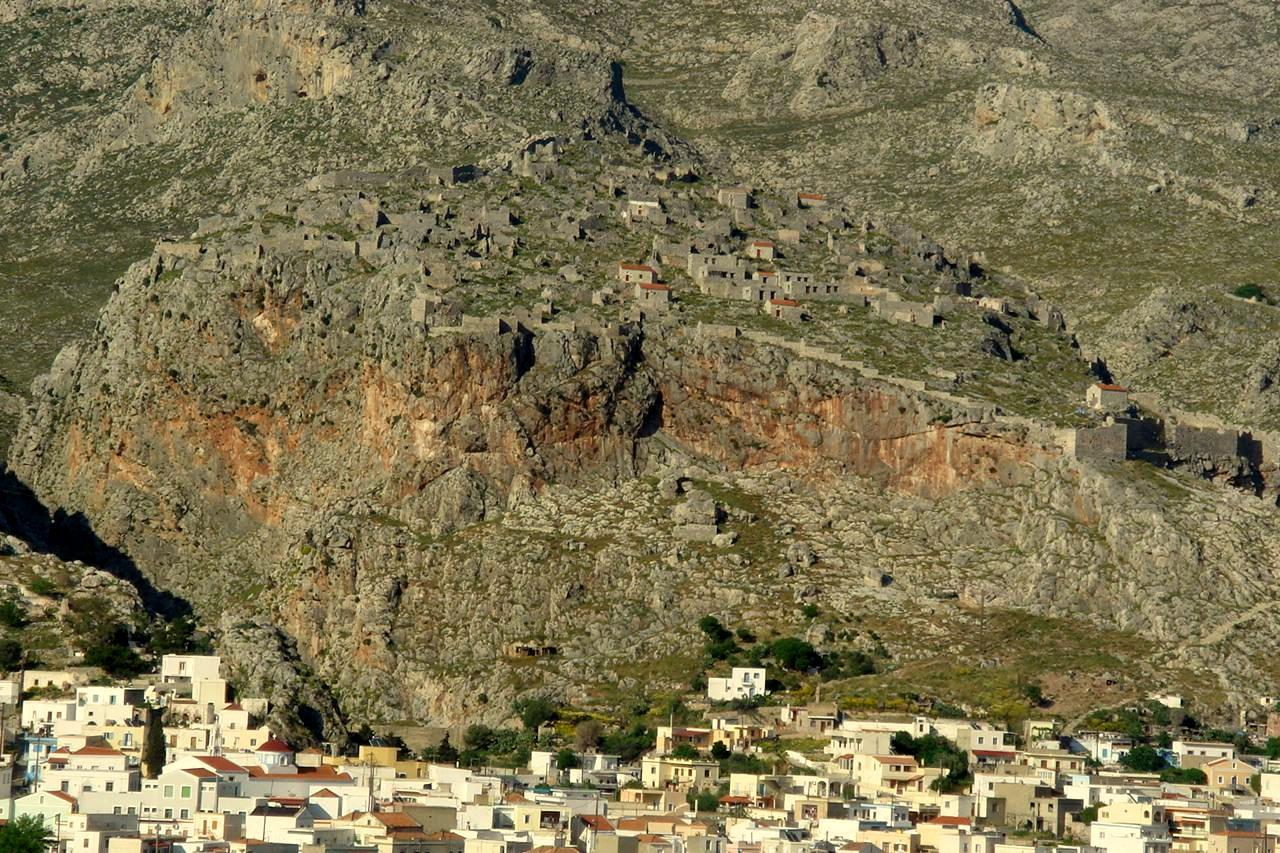
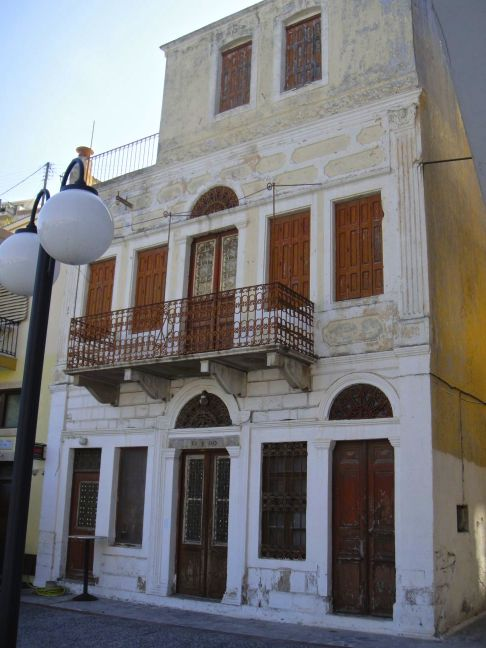
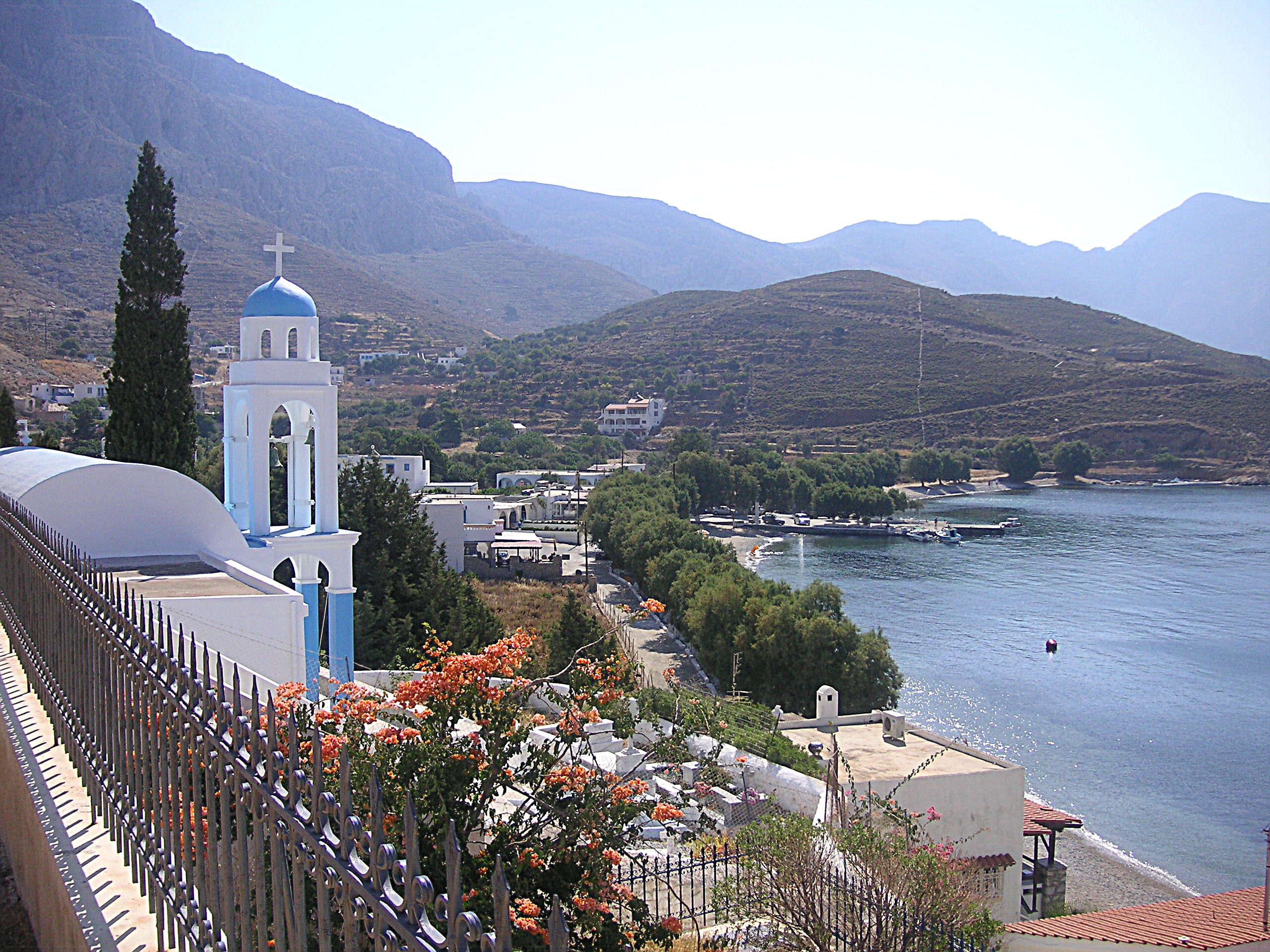
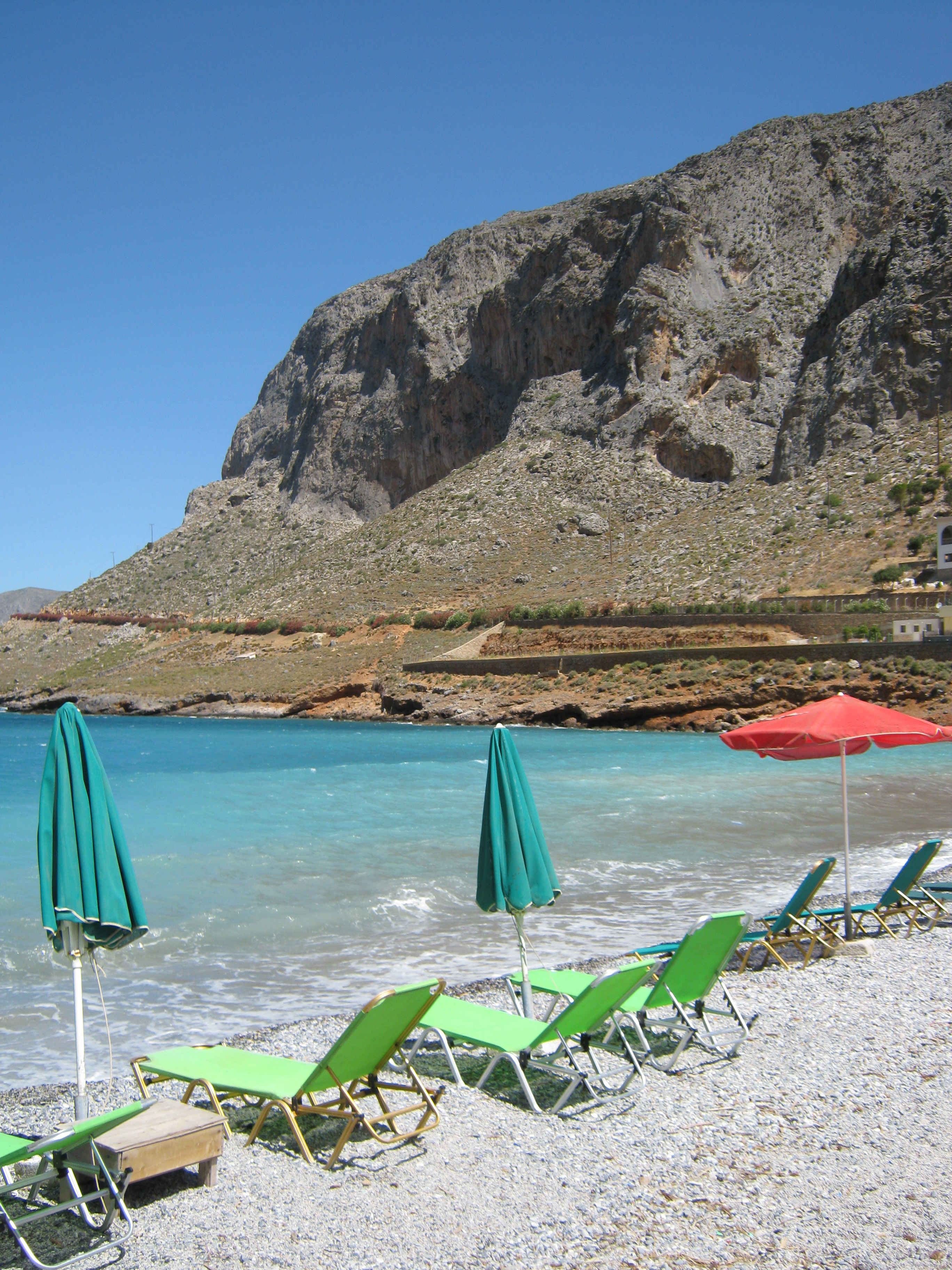
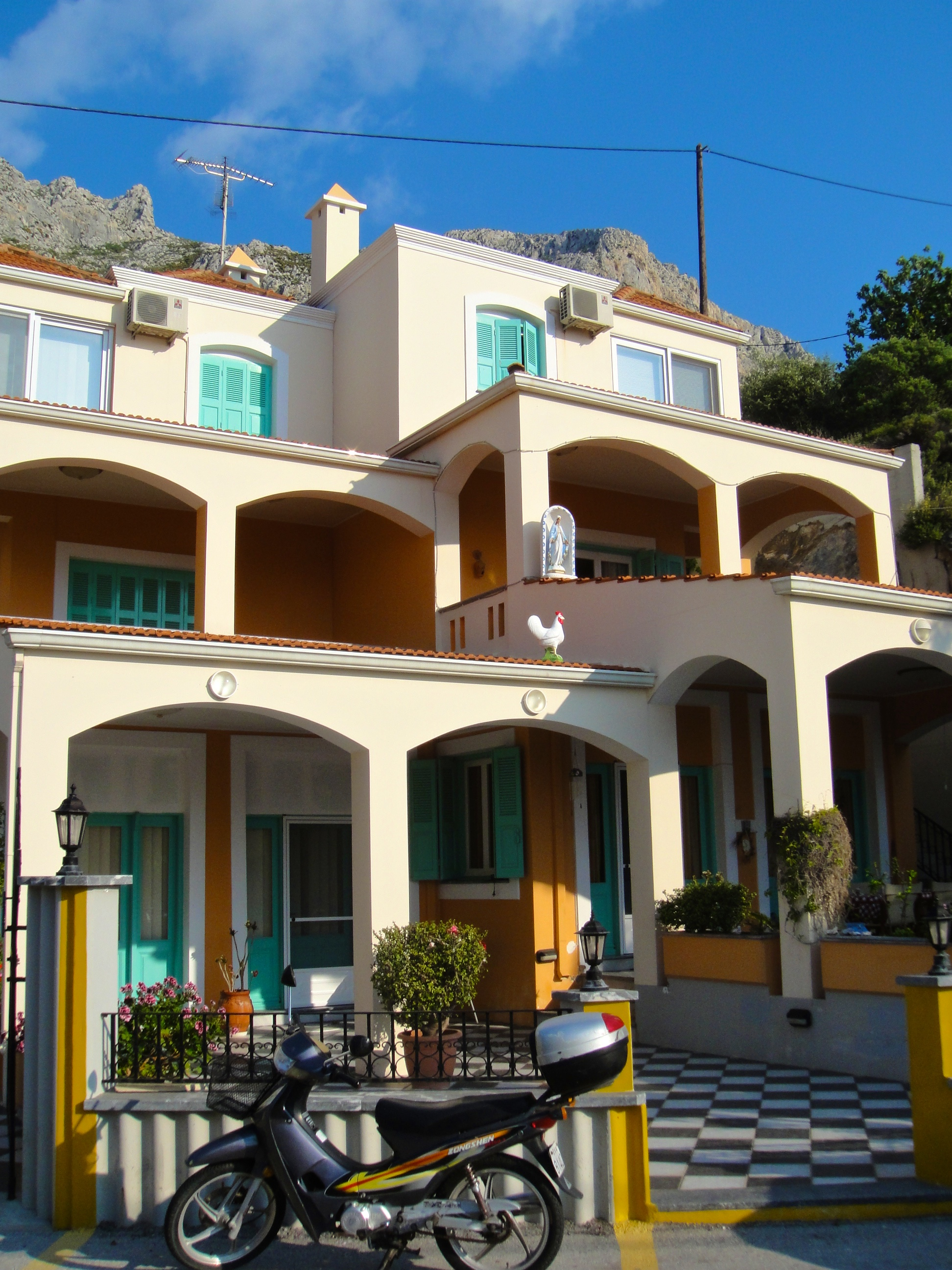
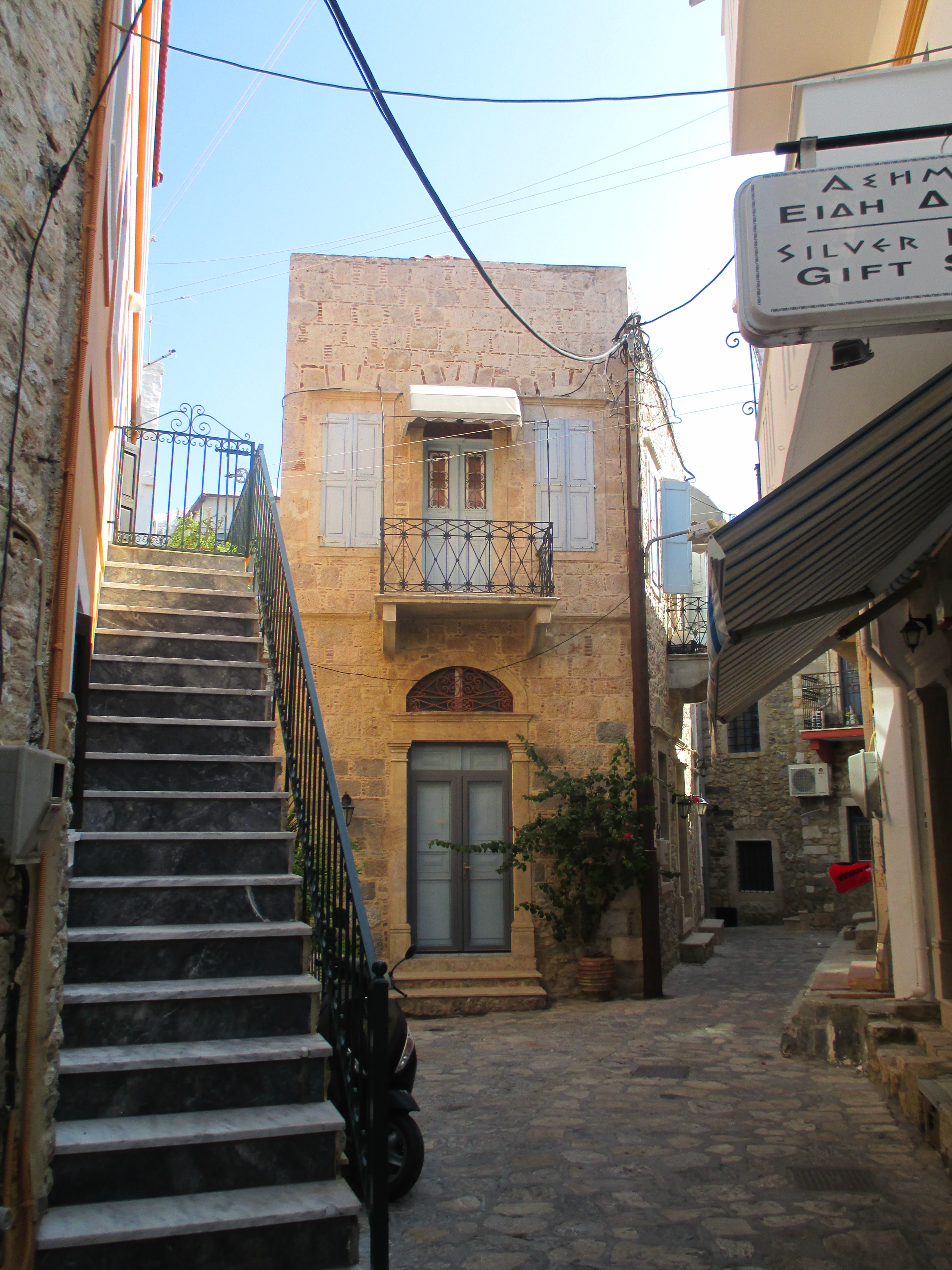
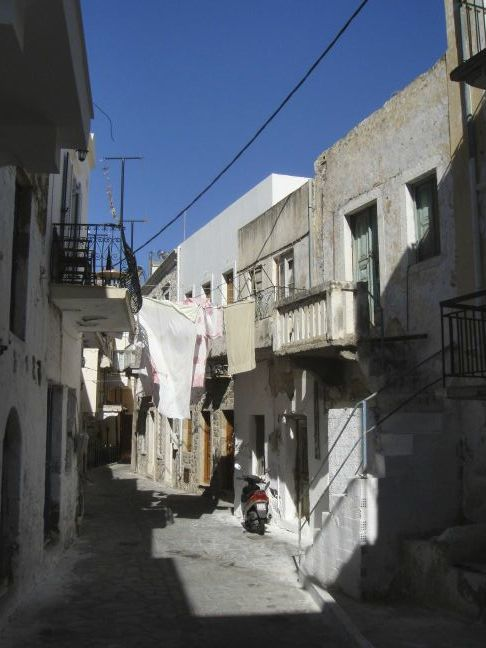
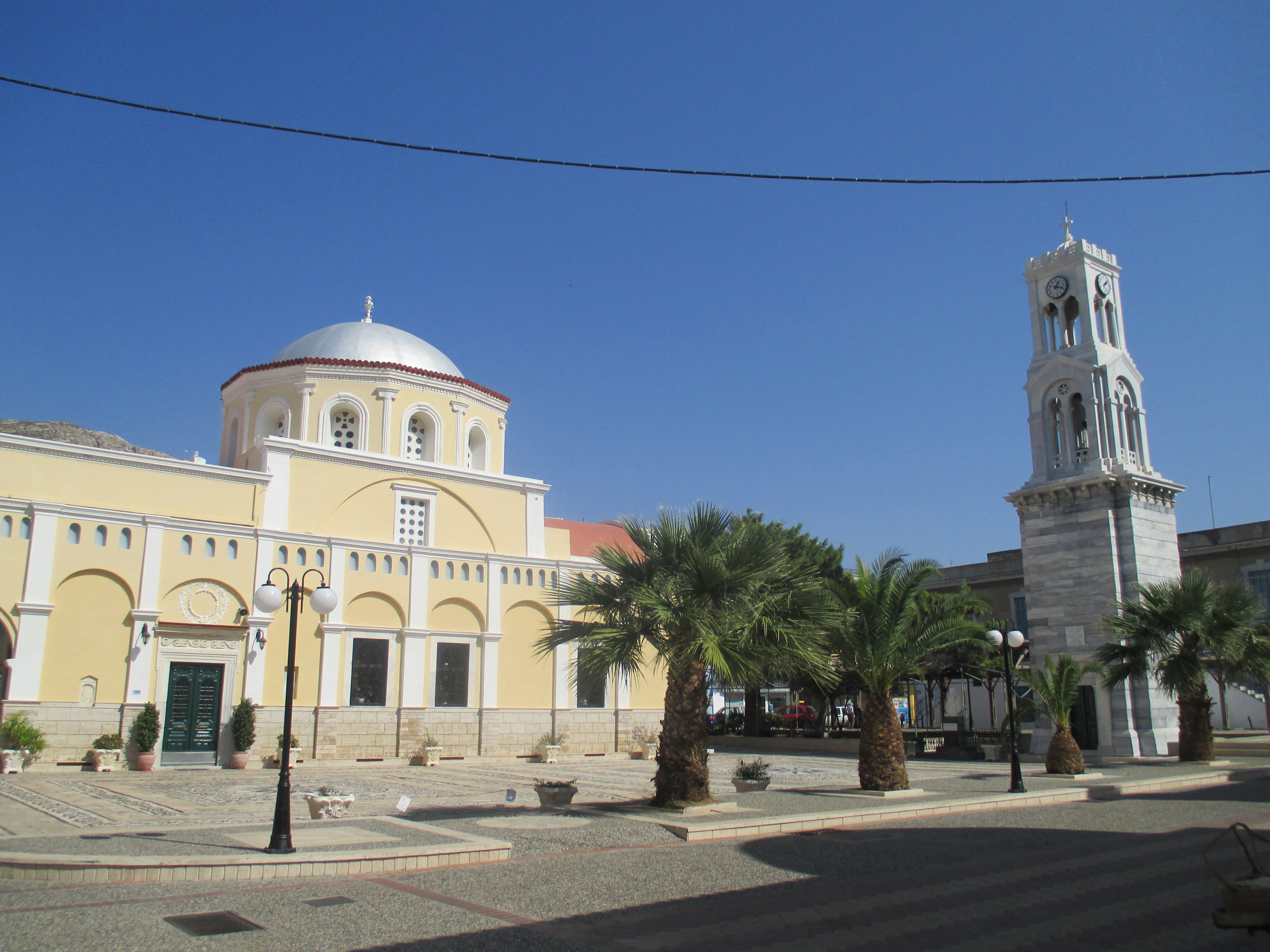
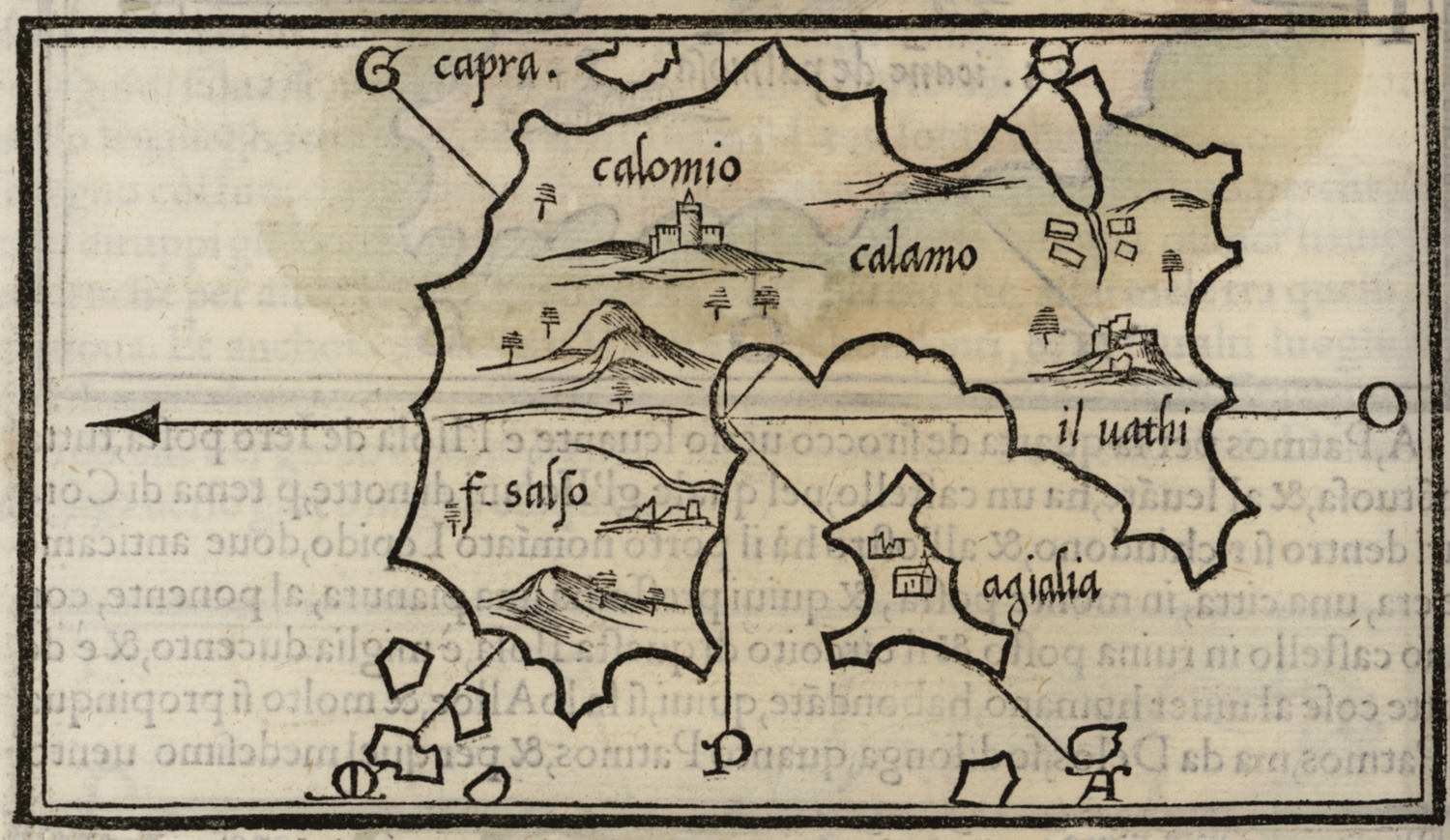
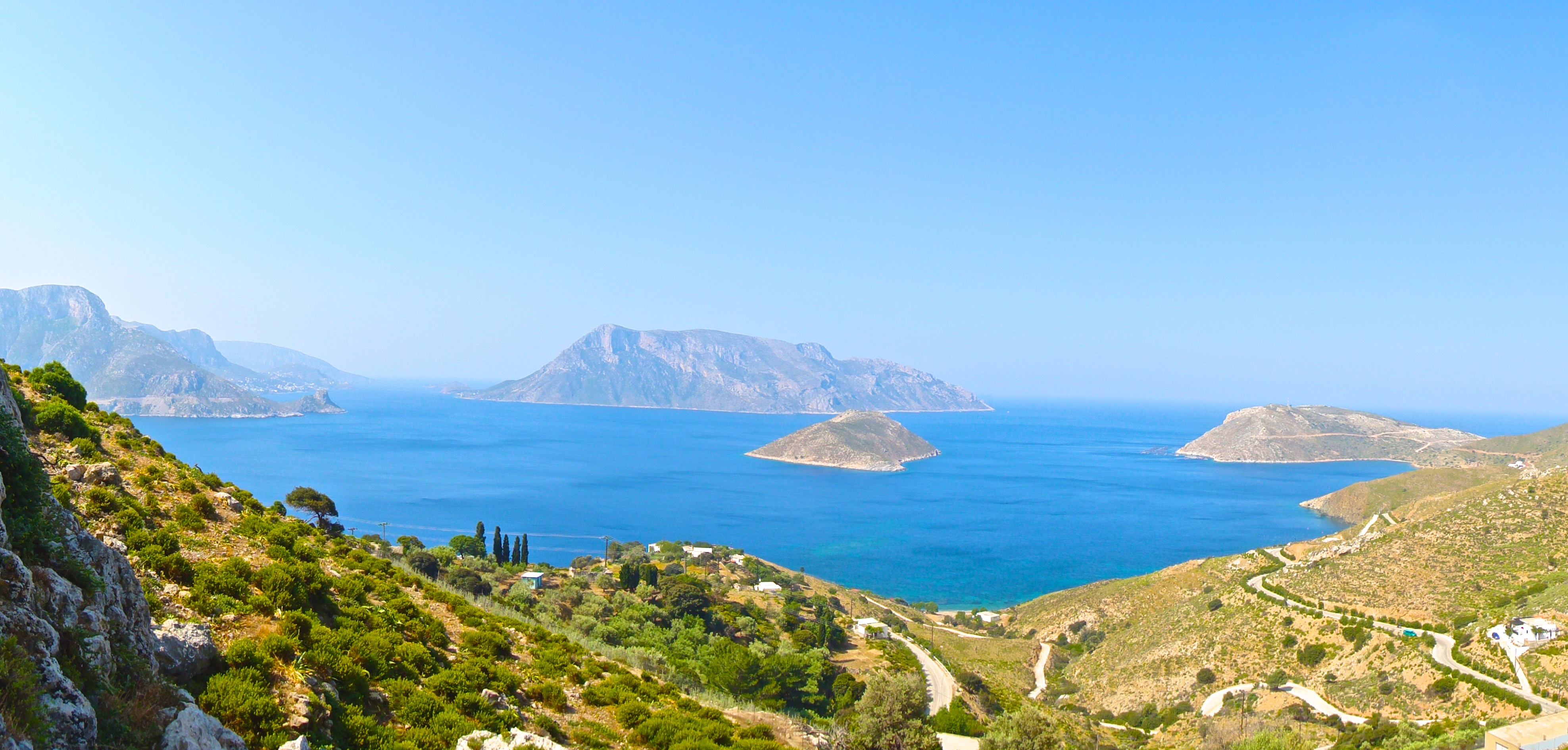